# Льерде, Петрус Канисиус Жан ван
Петрус Канисиус Жан ван Льерде (нидерл. Petrus Canisius Jean van Lierde; 22 апреля 1907, Хасселт, Лимбург, Бельгия — 12 марта 1995, Руселаре, Западная Фландрия, Фламандский регион, Бельгия) — бельгийский прелат, августинец. Титулярный епископ Порфиреоне с 13 января 1951. Генеральный викарий государства-града Ватикан с 13 января 1951 по 14 января 1991. Папский ризничий с 13 января 1951 по 28 марта 1968.